# Otto Braun (författare)
Otto Braun, född 27 juni 1897 i Berlin, död i strid 29 april 1918 vid Marcelcave i departementet Somme, var en tysk författare; son till Heinrich och Lily Braun.
Braun var en rikt begåvad, brådmogen yngling, som gick ut i första världskriget som frivillig och genom sina efterlämnade brev, dagböcker och dikter, Aus nachgelassenen Schriften eines Frühvollendeten (1920; 50:e upplagan 1921), för Tyskland blev vad Alan Seeger var för USA och Rupert Brooke för Storbritannien, vad man uppfattade som uttryck för det ädlaste och bästa hos landets fallna ungdomsgenerationer.